# Expédit Montcho
Acakpo Expédit Nouaho-Montcho est un boxeur béninois né en 1938 à Agonekame (Dahomey) et mort le 14 avril 2011 à Créteil.

## Carrière
Il commence sa carrière en 1953 et est sacré champion d'Afrique Occidentale française en 1959 à Dakar. Il est médaillé d'or dans la catégorie des poids welters aux Jeux de la Communauté de 1960 à Tananarive.
Montcho remporte la médaille d'or dans la catégorie des poids mi-lourds aux championnats d'Afrique de boxe amateur 1964 à Accra.
Il obtient un diplôme d'entraîneur à la Fédération française de boxe en 1975.